# Europio
El europio es un elemento químico de la tabla periódica cuyo símbolo es Eu y su número atómico es 63.
Fue descubierto en 1890 por Paul Emile Lecoq de Boisbaudran y aislado por primera vez por Eugène Demarçay, quien le dio su actual nombre, en 1901. Debe su nombre al continente europeo.

## Historia
Una primera referencia al elemento más tarde llamado europio se encontró en 1885 William Crookes. Examinando espectro de fluorescencia de mezclas de samario-itrio, pudo medir señales de una inusual línea espectral naranja que era más fuerte en mezclas de los elementos que en los materiales puros. Llamó a esta línea espectral, que apunta a un elemento desconocido, "línea anormal", el elemento hipotético Sδ. Paul Émile Lecoq de Boisbaudran hizo otro descubrimiento en el camino hacia el elemento desconocido en 1892, cuando descubrió tres líneas espectrales azules previamente desconocidas en el espectro de chispa del samario además de la línea anormal de Crookes. En 1896 Eugène-Anatole Demarçay postuló la existencia de un elemento hasta ahora desconocido entre el samario y el gadolinio basado en espectros ultravioleta, con lo que se dio cuenta en 1900 de que este elemento debía ser el mismo que sospechaban Crookes y Boisbaudran. En 1901, Demarçay consiguió aislarlo por cristalización fraccionada de las sales dobles de nitrato de samario/europio de magnesio. Llamó al elemento europio por el continente de Europa. Por analogía con el europio, Glenn T. Seaborg, Ralph A. James y Leon O. Morgan en 1948 también nombraron al actínido que está directamente debajo del europio en la tabla periódica con el nombre de un continente: americio.
La primera aplicación técnica importante del elemento fue la producción de europio dopado vanadato de itrio. Descubierto en 1964 por Albert K. Levine y Frank C. Palilla, este fósforo rojo pronto desempeñó un papel importante en el desarrollo de la televisión en color. Para esta aplicación, la primera mina para la extracción de elementos de tierras raras, que había estado en California Mountain Pass, ampliado en gran medida.

## Características

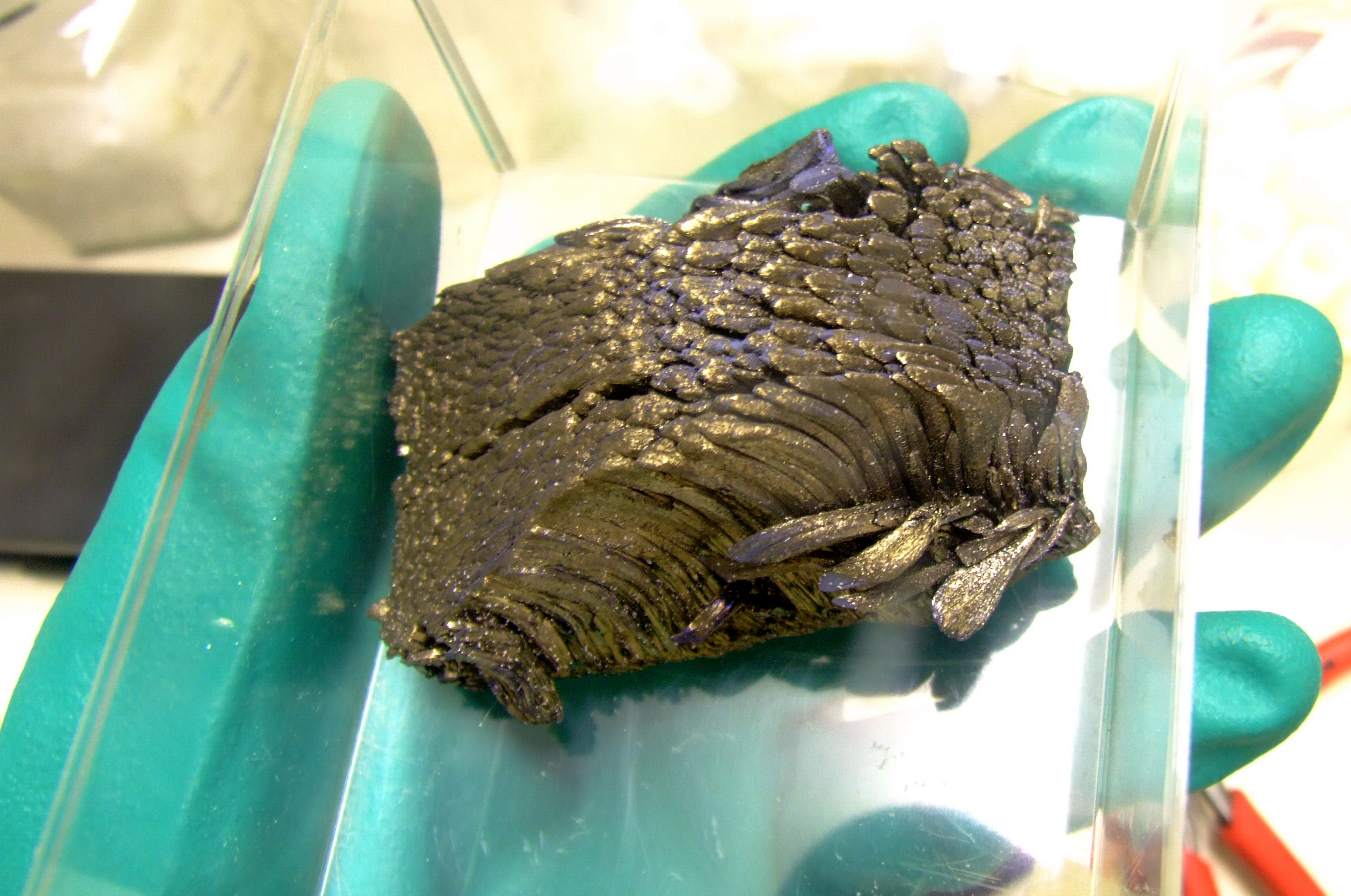
Europio puro

El europio es el más reactivo de todos los elementos de tierras raras. Es peligroso en el ambiente de trabajo, debido al hecho de que los vapores y los gases pueden ser inhalados con el aire. Esto puede causar embolias pulmonares, especialmente por exposiciones a largo plazo. También puede ser una amenaza para el  hígado cuando se acumula en el cuerpo humano.

#### Eu(II) frente a Eu(III)
Aunque normalmente es trivalente, el europio forma fácilmente compuestos divalentes. Este comportamiento es inusual para la mayoría de los lantánidos, que casi exclusivamente forman compuestos con un estado de oxidación de +3. El estado +2 tiene una configuración electrónica 4f7 porque la capa f medio llena proporciona más estabilidad. En términos de tamaño y número de coordinación, el europio (II) y el bario (II) son similares. Los sulfatos de bario y europio(II) también son muy insolubles en agua. El europio divalente es un agente reductor suave que se oxida en el aire para formar compuestos Eu(III). En condiciones anaeróbicas, y particularmente geotérmicas, la forma divalente es lo suficientemente estable como para que tienda a incorporarse a los minerales de calcio y otros alcalinotérreos. Este proceso de intercambio iónico es la base de la "anomalía del europio negativa", el bajo contenido de europio en muchos minerales lantánidos como la monacita, en relación con la abundancia de condrítica. La bastnasita tiende a mostrar menos anomalía negativa de europio que la monacita y, por lo tanto, es la principal fuente de europio en la actualidad. El desarrollo de métodos fáciles para separar el europio divalente de los otros lantánidos (trivalentes) hizo que el europio fuera accesible incluso cuando estaba presente en baja concentración, como suele ser el caso.

### Existencia

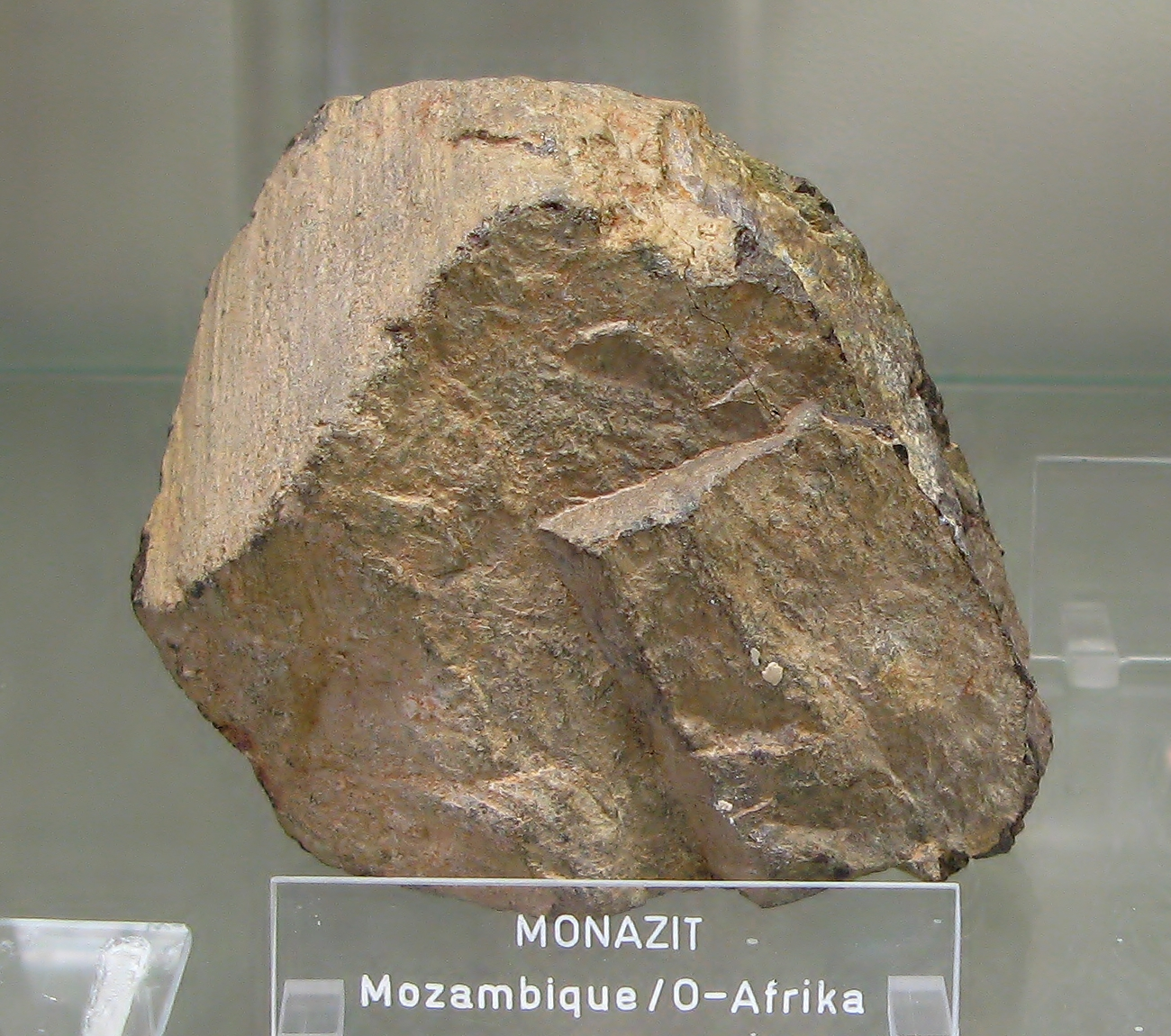
Monazite

El europio no se encuentra en la naturaleza como elemento libre. Muchos minerales contienen europio, siendo las fuentes más importantes la bastnasita, la monacita, el xenotima y la loparita-(Ce). No se conocen minerales con predominio de europio, a pesar de un único hallazgo de una posible fase diminuta del sistema Eu-O o Eu-O-C en el regolito lunar.
La escasez o abundancia de europio en los minerales con respecto a otros elementos de tierras raras se conoce como anomalía del europio. El Europio es comúnmente incluido en los estudios de trazas de elementos en geoquímica y petrología para entender los procesos de formación de las rocas ígneas (rocas que se forman por enfriamiento de magma o lava). La naturaleza de la anomalía de europio encontrada ayuda a reconstruir las relaciones dentro de un conjunto de rocas ígneas. La abundancia promedio en la corteza terrestre de europio es 2–2.2 ppm.
El europio bivalente (Eu2+) en pequeñas cantidades es el activador de la fluorescencia azul brillante de algunas muestras del mineral fluorita (CaF2). La reducción de Eu3+ a Eu2+ es inducida por irradiación con partículas energéticas. Los ejemplos más destacados de ello se han observado en proximidades de  Weardale y zonas adyacentes del norte de Inglaterra; la fluorita encontrada aquí fue la que dio nombre a la fluorescencia en 1852, aunque no fue hasta mucho después que se determinó que el europio era la causa.
En astrofísica, la firma del europio en el espectro estelar puede utilizarse para clasificar estrellas e informar sobre las teorías de cómo o dónde nació una estrella en especial. Por ejemplo, los astrónomos identificaron en 2019 niveles de europio más altos de lo esperado dentro de la estrella J1124+4535, lo que abonó la hipótesis de que esta estrella se originó en una galaxia enana que colisionó con la Vía Láctea hace miles de millones de años.

## Producción
El europio está asociado con otros elementos de tierras raras y, por lo tanto, se extrae junto con ellos. La separación de los elementos de tierras raras se produce durante el procesamiento posterior. Los elementos de tierras raras se encuentran en los minerales. bastnasita, loparite-(Ce), xenotima, y monazita en cantidades extraíbles. La bastnasita es un grupo de fluorocarbonatos relacionados, Ln(CO3)(F,OH). La monazita es un grupo de minerales de ortofosfato relacionados LnPO
4 (Ln expresa una mezcla de todos los lantánidos excepto el prometeo), loparita-(Ce) es un óxido, y xenotima es un ortofosfato (Y,Yb,Er,...)PO4. La monacita también contiene torio e itrio, lo que complica su manipulación porque el torio y sus productos de desintegración son radiactivos. Para la extracción del mineral y el aislamiento de los lantánidos individuales, se han desarrollado varios métodos. La elección del método se basa en la concentración y composición del mineral y en la distribución de los lantánidos individuales en el concentrado resultante. El tostado del mineral, seguido de la lixiviación ácida y básica, se usa principalmente para producir un concentrado de lantánidos. Si el cerio es el lantánido dominante, entonces se convierte de cerio (III) a cerio (IV) y luego se precipita. La separación adicional por extracción con solvente so cromatografía de intercambio iónico produce una fracción que está enriquecida en europio. Esta fracción se reduce con zinc, zinc/amalgama, electrólisis u otros métodos que convierten el europio (III) en europio (II). El europio (II) reacciona de forma similar a los metales alcalinotérreos y, por lo tanto, puede precipitarse como carbonato o coprecipitarse con sulfato de bario. El europio metálico está disponible a través de la electrólisis de una mezcla de EuCl3 y NaCl (o CaCl2) fundidos en una celda de grafito, que sirve como cátodo, usando grafito como ánodo. El otro producto es cloro gas.
Unos pocos depósitos grandes producen o produjeron una cantidad significativa de la producción mundial. El depósito de mineral de hierro Bayan Obo en Mongolia Interior contiene cantidades significativas de bastnäsita y monacita y es, con un estimado de 36 millones de toneladas de óxidos de elementos de tierras raras, el depósito más grande conocido. Las operaciones mineras del yacimiento de Bayan Obo convirtieron a China en el mayor proveedor de elementos de tierras raras en la década de 1990. Sólo el 0,2% del contenido de elementos de tierras raras es europio. La segunda gran fuente de elementos de tierras raras entre 1965 y su cierre a finales de los años 90 fue la Mountain Pass rare earth mine en California. La bastnäsite extraída allí es especialmente rica en elementos ligeros de tierras raras (La-Gd, Sc e Y) y sólo contiene un 0,1% de europio. Otra gran fuente de elementos de tierras raras es la loparita que se encuentra en la península de Kola. Contiene, además de niobio, tantalio y titanio, hasta un 30% de elementos de tierras raras y es la mayor fuente de estos elementos en Rusia.

## Aplicaciones
No existen aplicaciones comerciales para el europio metálico, aunque ha sido usado para contaminar algunos tipos de plásticos para hacer láseres. Ya que es un buen absorbente de neutrones, el europio está siendo estudiado para ser usado en reactores nucleares.
Es uno de los elementos químicos que forman compuestos fluorescentes usados en dispositivos como televisiones en  color, lámparas fluorescentes y cristales. Todos sus compuestos químicos raros tienen propiedades comparables.
En concreto, el óxido de europio (Eu2O3) es ampliamente usado como sustancia fluorescente en los aparatos de televisión y como un activador de otros fosforescentes basados en el itrio.
También se utiliza en los billetes de euro para evitar falsicaciones.